# Ein Heller und ein Batzen
« Heidi heido heida » redirige ici. Pour la chanson du film de Walt Disney, voir Heigh-Ho.
Ein Heller und ein Batzen (en français : « Un sou et un écu ») est une chanson à boire du folklore populaire allemand composée vers 1830 par le comte Albert von Schlippenbach (de) (1800-1886). D'abord mise en musique par Franz Theodor Kugler, elle est chantée au XXe siècle sur une mélodie populaire qui viendrait de Prusse-Orientale,.

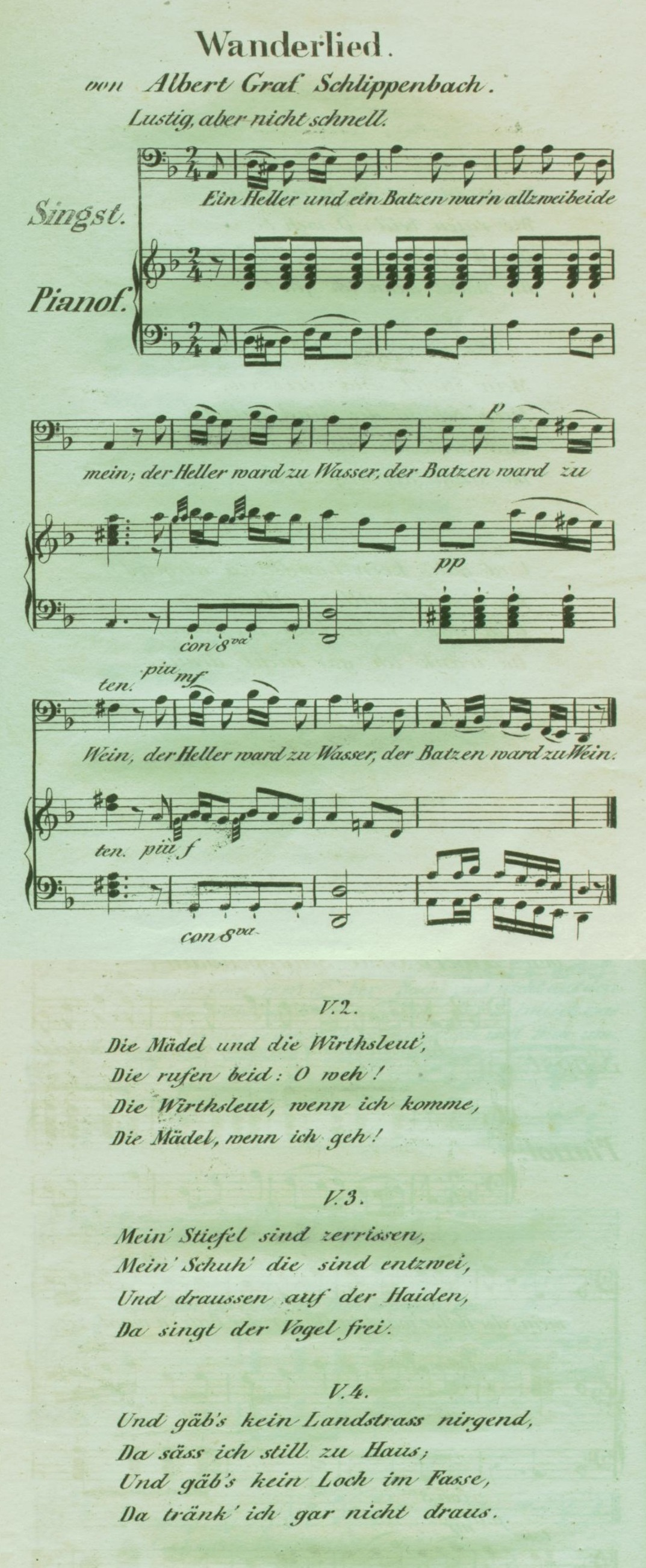
Ein Heller und ein Batzen, version première de 1830, mélodie de Franz Kugler.
rahmenlos

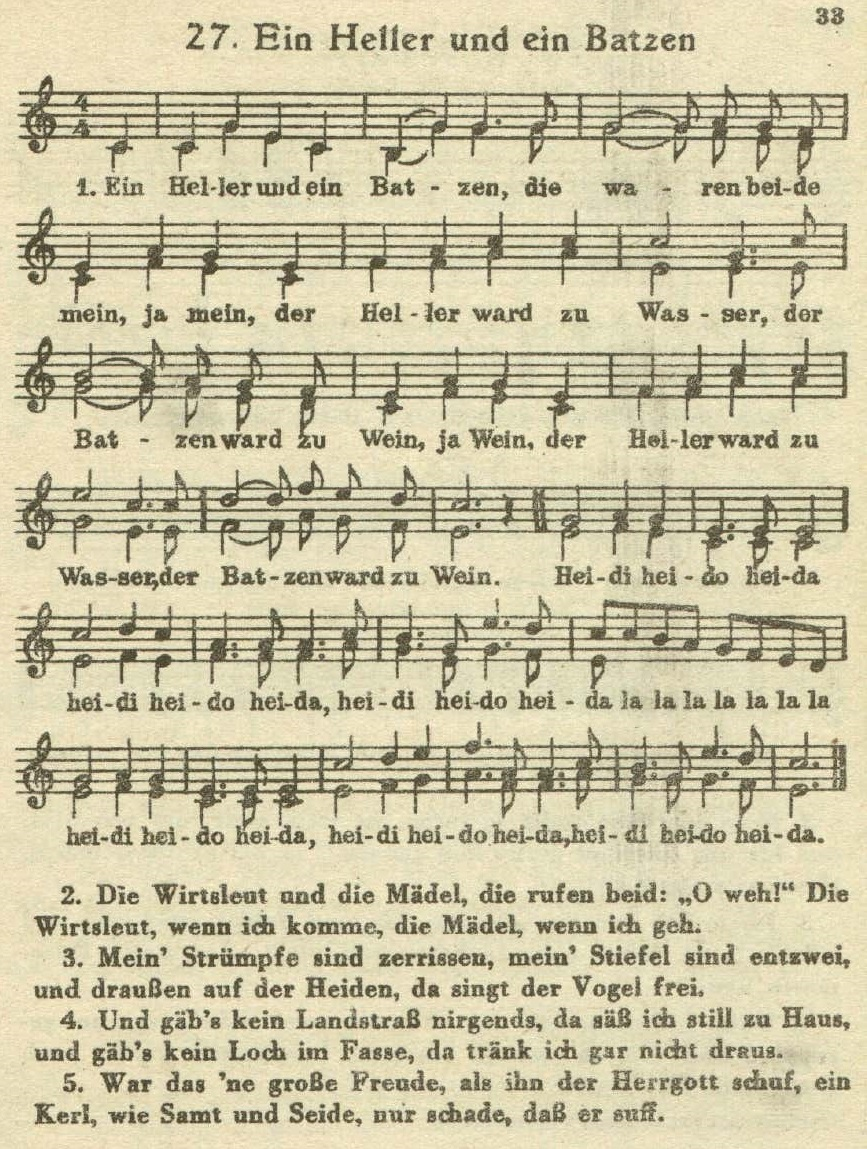
Ein Heller und ein Batzen dans le Neues Soldaten-Liederbuch de 1938.
rahmenlos

Le heller et le batz sont des pièces de monnaie de faible valeur, le heller souvent en cuivre, qui au départ valait un demi pfennig est devenu le centième d'une couronne en Autriche , le batz, souvent en billon correspondait à dix centimes (en Suisse) soit deux sous.

## Malentendu autour de la chanson
Ein Heller und ein Batzen a fréquemment été chantée par la Wehrmacht durant la Seconde Guerre mondiale, au point que les populations des pays occupés (notamment en France et en Pologne), la désignèrent sous son refrain « Heili, heilo, heila » (en fait « heidi, heido, heida »), et la ressentirent comme un chant nazi. En fait, elle est plutôt l'équivalent de Quand Madelon... chantée par les soldats français en 1914-18, ou même de Cadet Rousselle.
Cette chanson ne tombe pas sous l'article 86a du Code pénal allemand, qui interdit la diffusion des signes d'organisations anticonstitutionnelles, comme c'est le cas, par exemple, de l'hymne nazi Horst-Wessel-Lied.
Lorsque le groupe allemand de heavy metal Accept intégra la mélodie dans la chanson Fast as a Shark figurant sur son quatrième album Restless and Wild, il fit l'objet de controverses par une partie de la presse musicale spécialisée française.
La chanson a été aussi reprise en 2005 par le chanteur allemand Heino dans son album Das Beste Zum Jubiläum.

## Incident germano-polonais
Le 6 août 2023, un groupe folklorique allemand de Franconie a interprété Ein Heller und ein Batzen à Gdansk (Danzig) en Pologne, lors de la foire de la Saint-Dominique. Après les protestations polonaises, le district de Moyenne-Franconie a présenté ses excuses, en précisant que le groupe n'avait voulu blesser personne et que la version interprétée était celle de 1830.